# 수넴

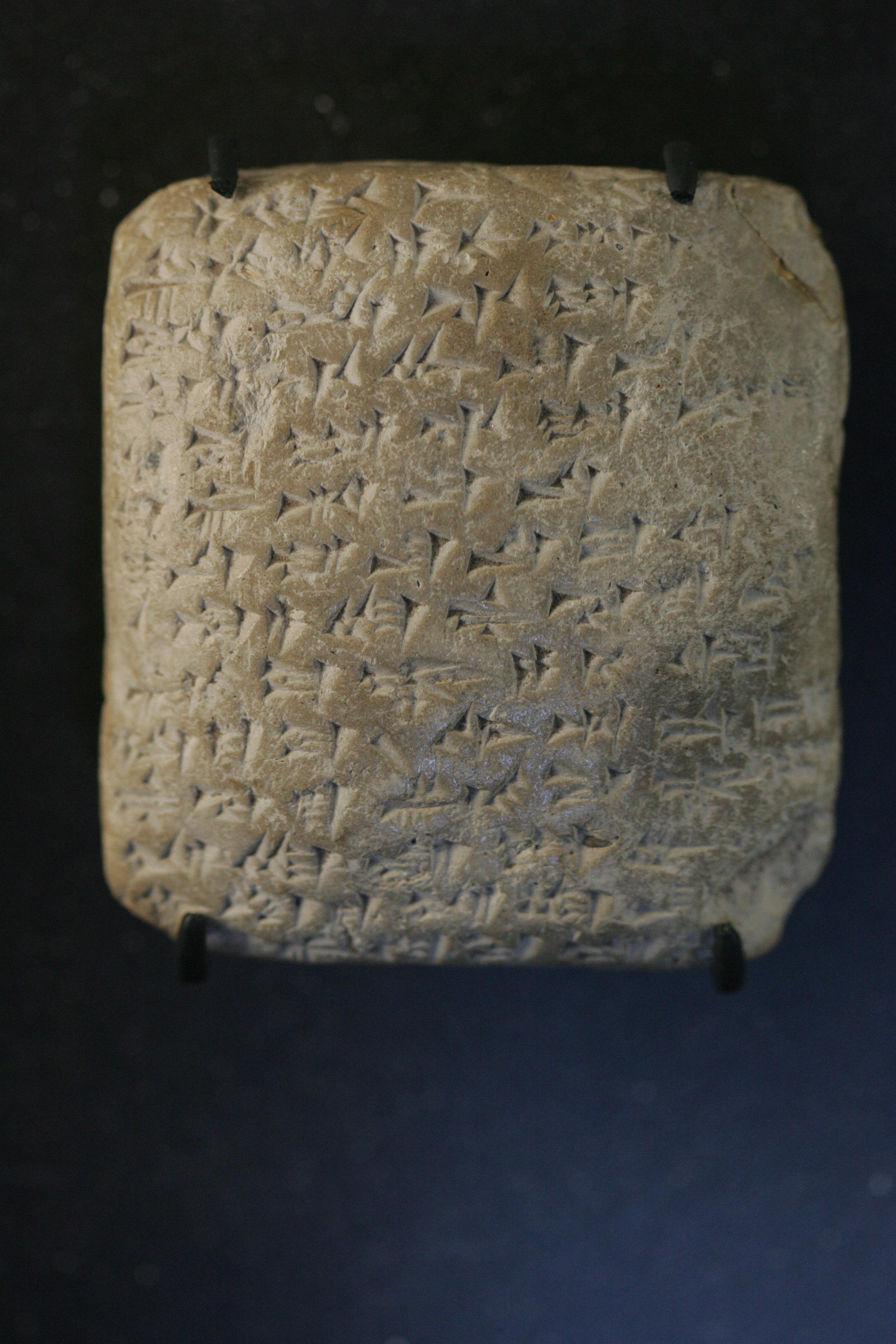
수넴을 언급하는 아마르나의 편지

수넴(Shunem) 또는 슈나암(Shunaam, 히브리어: שׁוּנֵם Šūnēm, LXX 고대 그리스어: Σουνὰν, 로마자 표기: Sounàn)은 잇사갈 지파가 소유한 성경에 언급된 작은 마을이었다. 길보아산 북쪽 이스르엘 골짜기 근처에 위치해 있었다(여호수아 19:18).
수넴은 블레셋인들이 이스라엘의 초대 왕 사울과 싸울 때 진을 쳤던 곳이다(사무엘상 28:4). 이곳은 다윗 왕의 노년기 동반자 아비삭의 고향이었다(열왕기상 1:1). 그곳에서 선지자 엘리사 (예언자)는 죽은 아들 엘리사가 다시 살아난 부유한 여인의 환대를 받았다. (열왕기하 4:8)

## 같이 보기
- 슈나미티즘